# Edificio Galería República
El Edificio Galería La República es un edificio patrimonial, ubicado en el Centro Histórico de  La Paz, Bolivia.
Catalogado como Patrimonio Monumental de la ciudad se halla frente a la Plaza Mayor de San Francisco y sobre la calle Sagárnaga esq. Avenida Mariscal Santa Cruz. Es parte de uno de los conjuntos patrimoniales más grandes de la ciudad, el Conjunto San Francisco del que son parte los solares vecinos conformando uno de los perfiles más homogéneos y armónicos existentes en la Paz, la alta calidad de las edificaciones que lo componen realzan la singularidad de cada una de las edificaciones y sus características, por esta razón y su ubicación central en la estructura urbana es que el edificio constituye un parte importante del imaginario urbano relacionado con el barrio y la ciudad en su conjunto.

## Valoración patrimonial
Por sus características artísticas, históricas, urbanas, tipológicas, culturales y simbólicas fue declarado patrimonio a través de la Ordenanza Municipal: Declaración de Patrimonio Histórico Cultural O.M G.M.L.P Nº 330/2014

## Historia
La tradición oral refiere que el edificio perteneció a la familia Hinojosa, quien la construyera en las primeras décadas del siglo XX, cuando aún no existía la avenida Mariscal Santa Cruz, y en su lugar se desarrollaba la calle Recreo. Frente a esta edificación se alzaba otra de similares características, misma que fue demolida para dar paso a la nueva vía.

## Características
El Edificio originalmente fue utilizado como vivienda y comercio, se desarrollaba en tres pisos cuyo diseño se realizó en torno a un tragaluz central, la esquina se construyó con un cuerpo circular coronado por una cúpula bulbosa que incluye una aguja en su cúspide.
La fachada se mantuvo casi inalterada durante los años subsecuentes a la construcción refuncionalizándose en interior en la primera década del siglo XXI la fachada que se observa hoy corresponde al diseño original y se caracteriza por su estilo academicista, y su desarrollo en tres plantas de cuerpos seriales que responden a un mismo eje vertical, siete de los cuales dan a la Av. Mariscal Santa Cruz y tres a la calle Sagárnaga. 
Cada ventana lleva a un balcón balaustrado flanqueado por columnas de capitel corintio.Tras la remodelación se retiró un alero existente y se restituyó un parapeto original balaustrado además de restituirse los pináculos implementados por pares, mismos que ya existían en el diseño y construcción originales.
Los tres niveles originales fueron convertidos en siete tras la rehabilitación del edificio habilitándose un sótano.la construcción original poseía dos accesos, uno por cada vía en la que se inscribe, 

### Materialidad
La construcción original se erigía sobre un sistema de cimiento corrido de piedra y mampostería de ladrillo y piedra, la fachada presentaba, y ha mantenido, los elementos de yesería que lo caracterizan.
Puertas y ventanas están elaborados en pino de Oregón y se han rescatado elementos originales de hierro forjado en la puerta principal y elementos ornamentales.
La fachada ha sido objeto de restauración rescatándose todos los elementos preexistentes, no así la parte interior que ha sido totalmente reemplazada integrándose funcionalmente con la fachada original.

## Usos
Tras haber sido destinado a vivienda y pequeños comercios por muchos años, el edificio, tras su remodelación, alberga servicios y comercios relacionados con el turismo, el ocio y la artesanía local. en cada uno de los pisos existen oficinas y la terraza está ocupada por un café mirador desde el cual se domina el entorno inmediato constituido por la pasarela Pérez Velasco, mercado Lanza, Plaza fabril, calle Genaro Sanjinés, calle Sagárnaga y las laderas Este y Oeste de la ciudad.